# Église Saint-Nicolas de Marson
Pour les articles homonymes, voir église Saint-Nicolas.
L'église de Marson, dédiée à saint Nicolas, est située sur la commune de Marson, dans le département de la Marne, en France.

## Histoire
Cette église date des XVe  et  XVIe siècles.
L'église a été rebâtie sans son bas-côté nord, celui du sud a un nouveau plafond en béton et un portail Renaissance.
Elle fait l’objet d’un classement au titre des monuments historiques par arrêté du 4 décembre 1915.

## Description
Le chœur et les deux chapelles des transepts sont voutées. L'autel de l'abside est moderne avec des pieds formés de statues en verre dépoli. 
Son clocher-tour est placé devant le portail occidental et l'orgue occupe l'intégralité de son rez-de-chaussée.

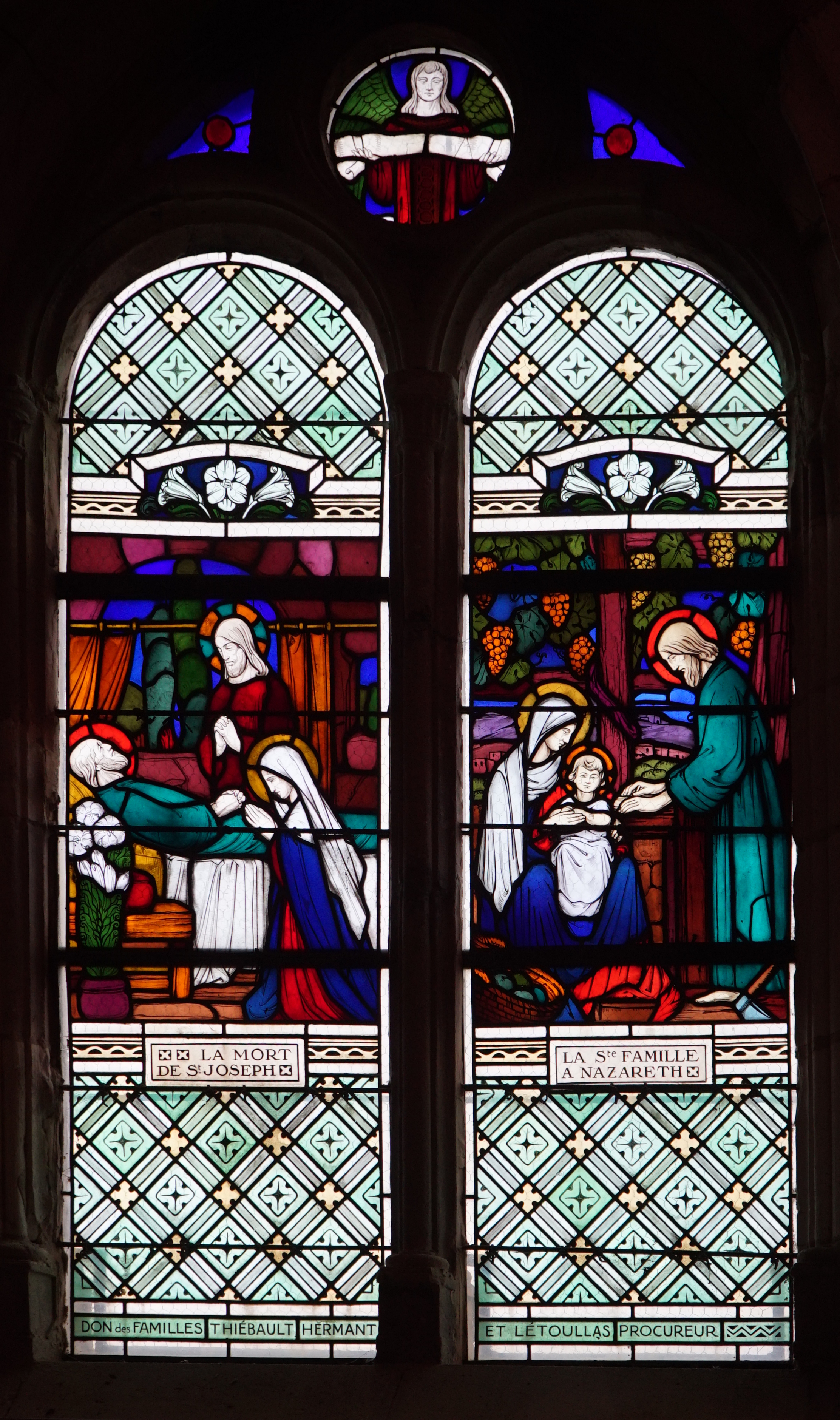
Vitrail et un autre
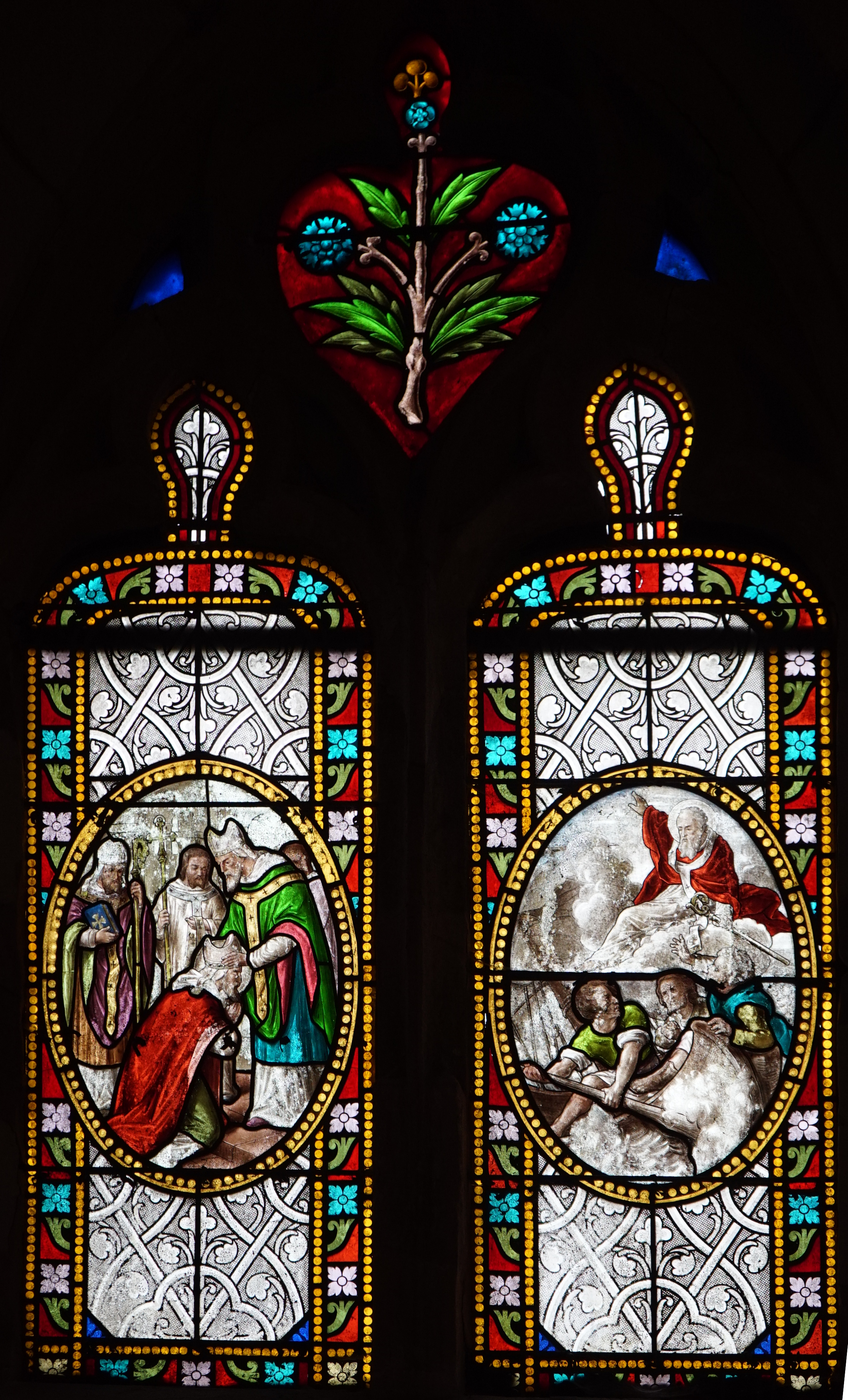
dans la chapelle nord,
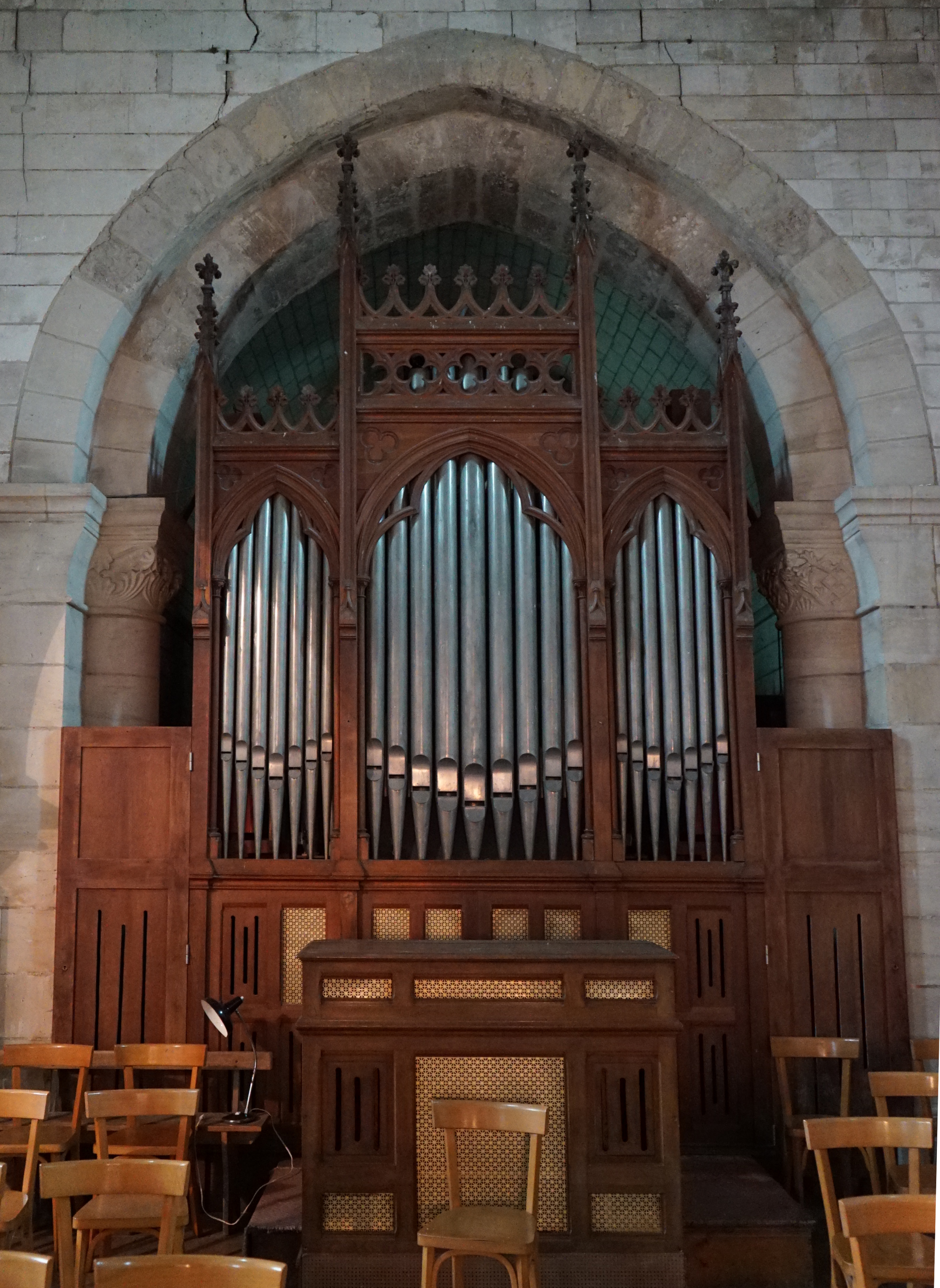
Orgues,
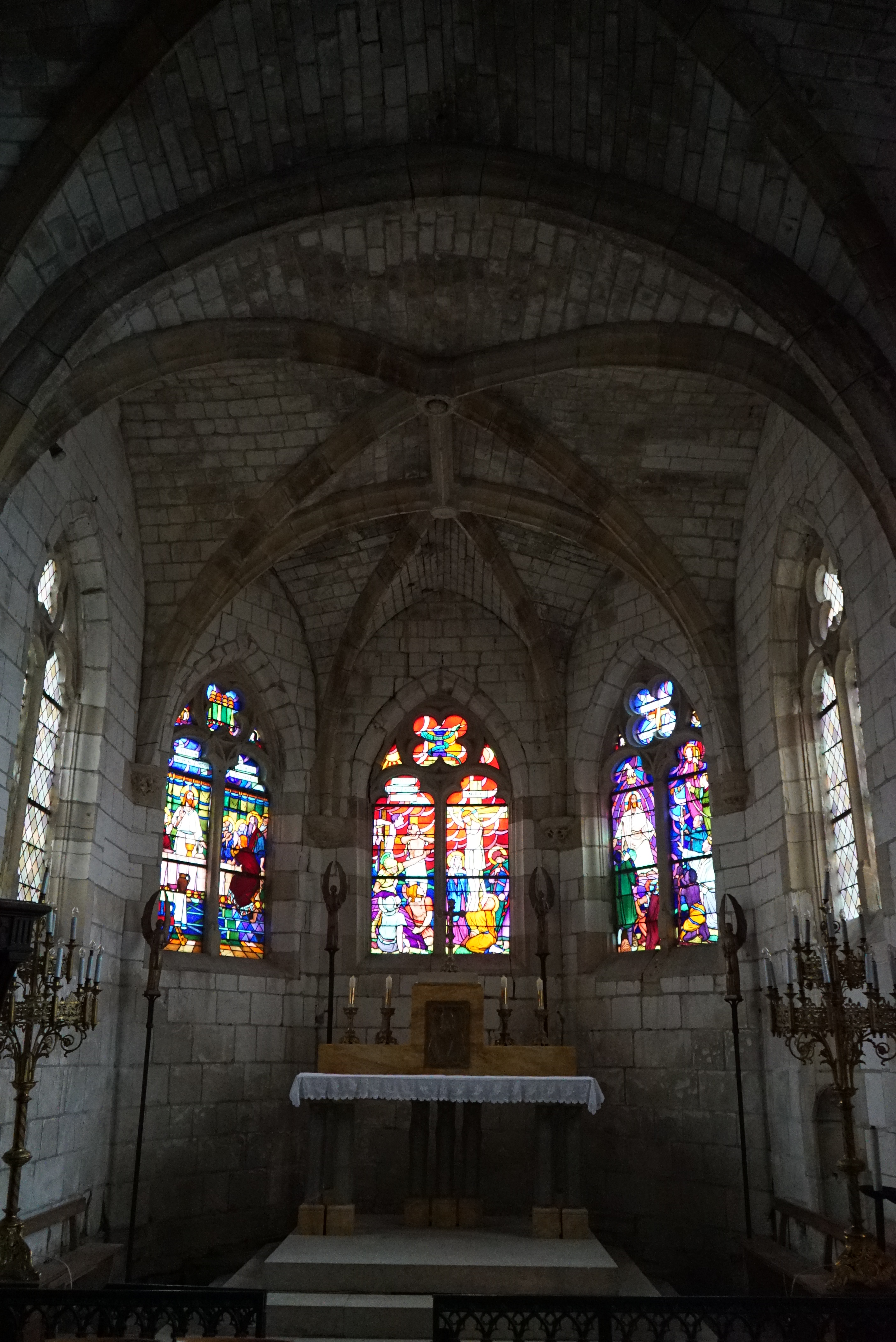
chœur,
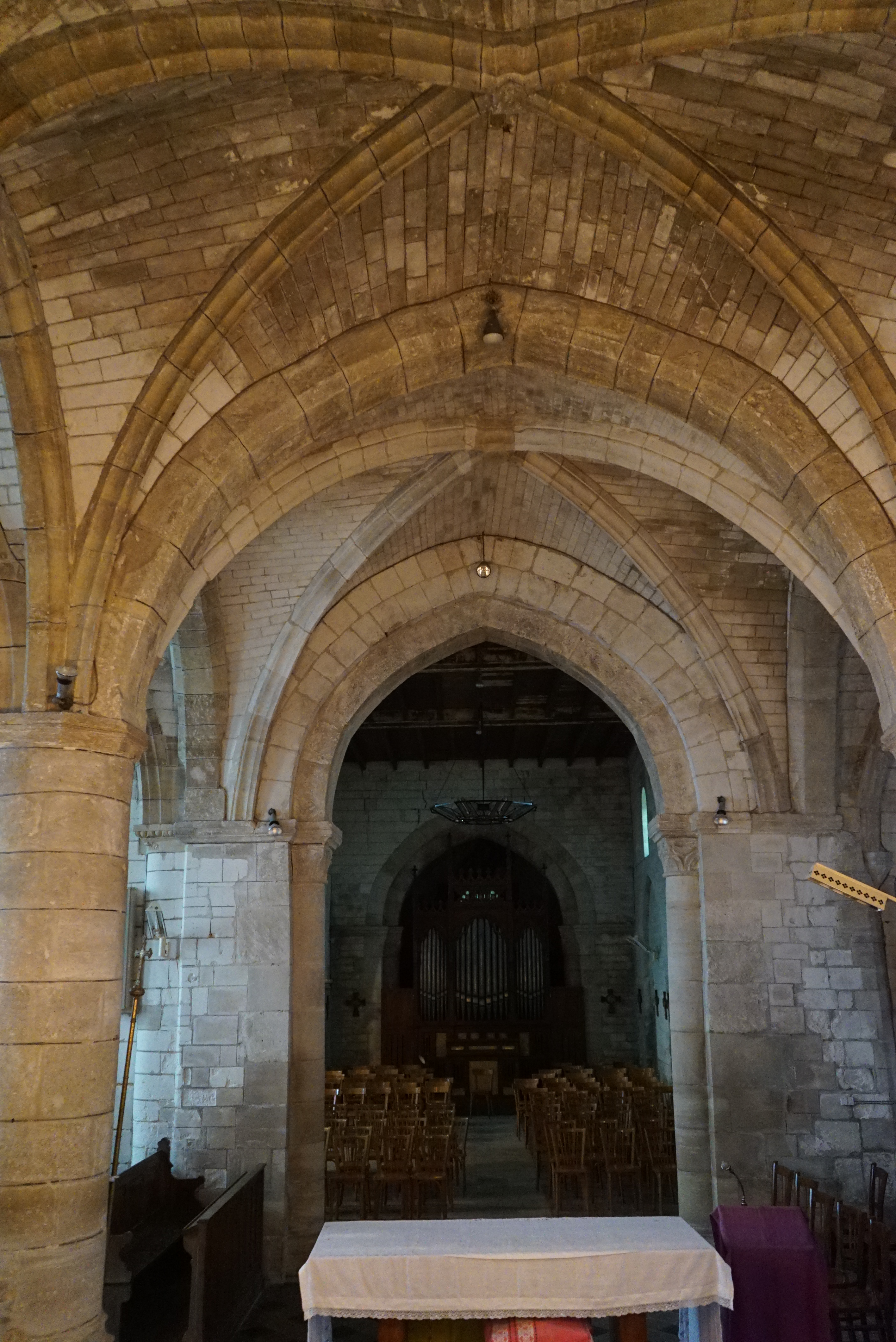
la nef,
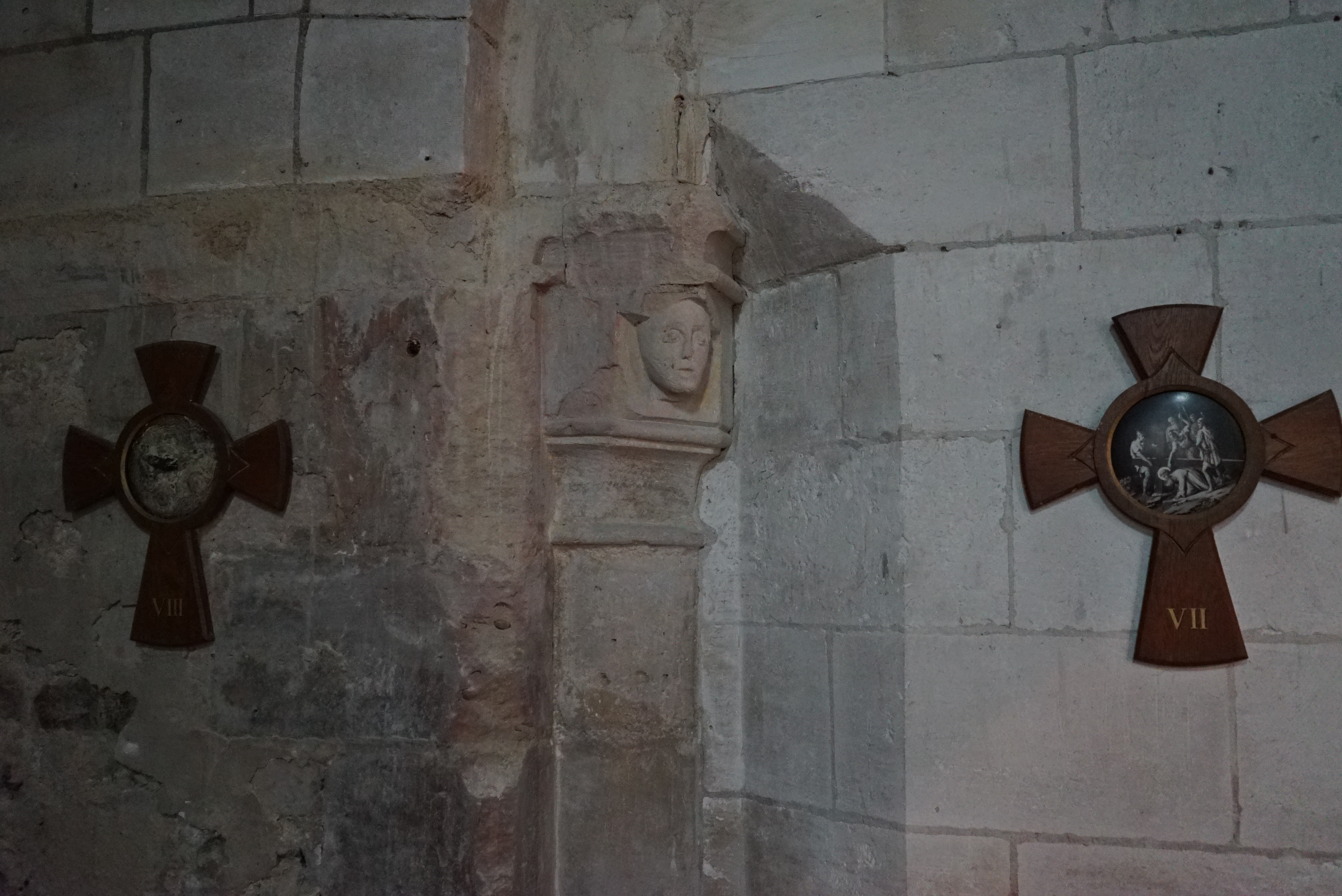
et un pilier.

## Mobilier
Elle possédait un bas-relief représentant la Vierge à l'Enfant ayant à ses pieds trois donateurs à genoux du XVe siècle.